# Eerste klasse 1985-86 (basketbal België)
Het seizoen 1985-1986 was de 39e editie van de hoogste basketbalcompetitie.
Sunair BC Oostende werd voor de zesde maal op rij kampioen. CEP Fleurus, BC Pepinster en Standaard AHZ Leuven promoveerden vanuit de tweede afdeling naar het hoogste niveau

## Fusie
Andenne Leopard en R Standard Boule D'Or Liège fuseren tot  Boule D'Or Andenne ( onder stamnummer van Standard)

## Verhuis
Spirale Verviers werd Spirale Liège

## Naamswijziging
Toptours Aarschot werd Herman Miller Aarschot
Italo Gent werd Imbelco Gent
CEP Fleurus werd CEP Fleurus Boigelet
BC Pepinster werd Securitas Pepinster
Standaard AHZ Leuven werd Raifeissen Leuven

## Eindstand
|  |    |                           | P  | W  | V  | G | Ptn |
|  | -- | ------------------------- | -- | -- | -- | - | --- |
|  | 1  | RC Maes Pils Mechelen     | 26 | 22 | 4  | 0 | 44  |
|  | 2  | Maccabi Panasonic Brussel | 26 | 19 | 7  | 0 | 38  |
|  | 3  | RUS Assubel Mariembourg   | 26 | 19 | 7  | 0 | 38  |
|  | 4  | Sunair BC Oostende        | 26 | 18 | 8  | 0 | 36  |
|  | 5  | Renault Gent              | 26 | 17 | 9  | 0 | 34  |
|  | 6  | Fleurus Boigelot          | 26 | 15 | 11 | 0 | 30  |
|  | 7  | Boule D'Or Andenne        | 26 | 15 | 11 | 0 | 30  |
|  | 8  | Opel Merksem              | 26 | 12 | 14 | 0 | 24  |
|  | 9  | Spirale Liège             | 26 | 10 | 16 | 0 | 20  |
|  | 10 | Securitas Pepinster       | 26 | 9  | 17 | 0 | 18  |
|  | 11 | Raifeissen Leuven         | 26 | 7  | 19 | 0 | 14  |
|  | 12 | Duvel Willebroek          | 26 | 7  | 19 | 0 | 14  |
|  | 13 | Herman Miller Aarschot    | 26 | 7  | 19 | 0 | 14  |
|  | 14 | Imbelco Gent              | 26 | 5  | 21 | 0 | 10  |

## Play offs
- Best of three

Maes Pils Mechelen - Sunair BC Oostende 75-78
Sunair BC Oostende - Maes Pils Mechelen 93-88
Maccabi Panasonic Brussel - RUS Assubel Mariembourg 76-68
RUS Assubel Mariembourg- Maccabi Panasonic Brussel 80-69
Maccabi Panasonic Brussel - RUS Assubel Mariembourg 84-83
- Best of five

Maccabi Panasonic Brussel - Sunair BCO 82-76
Sunair BCO - Maccabi Panasonic Brussel 70-69
Maccabi Panasonic Brussel - Sunair BCO 83-87
Sunair BCO - Maccabi Panasonic Brussel 93-81

## Driehoekstornooi 1 Degradatie In het Zuidpaleis
Herman Miller Aarschot - Raifeissen Leuven 61-75
Duvel Willebroek - Herman Miller Aarschot 75-77
Raifeissen Leuven - Duvel Willebroek 65-82

## Driehoekstornooi 2 degradatie In zaal Pitzemburg
Raifeissen Leuven - Herman Miller Aarschot 72-66
Herman Miller Aarschot - Duvel Willebroek 69-76
Aarschot degradeert
1928 · 1929 · 1930 · 1931 · 1932 · 1933 · 1934 · 1935 · 1936 · 1937 · 1938 · 1939 · 1940 · 1941 · 1942 · 1943 · 1944 · 1945 · 1946 · 1947 · 1948 · 1949 · 1950 · 1951 · 1952 · 1953 · 1954 · 1955 · 1956 · 1957 · 1958 · 1959 · 1960 · 1961 · 1962 · 1963 · 1964 · 1965 · 1966 · 1967 · 1968 · 1969 · 1970 · 1971 · 1972 · 1973 · 1974 · 1975 · 1976 · 1977 · 1978 · 1979 · 1980 · 1981 · 1982 · 1983 · 1984 · 1985 · 1986 · 1987 · 1988 · 1989 · 1990 · 1991 · 1992 · 1993 · 1994 · 1995 · 1996 · 1997 · 1998 · 1999 · 2000 · 2001 · 2002 · 2003 · 2004 · 2005 · 2006 · 2007 · 2008 · 2009 · 2010 · 2011 · 2012 · 2013 · 2014 · 2015 · 2016 · 2017 · 2018 · 2019 · 2020 · 2021